# La Meilleure Danse
La meilleure Danse est une émission-concours de danse présentée par Stéphane Rotenberg. La première saison a été diffusée à partir du 13 septembre 2011 et le 11 octobre 2011 sur W9. La seconde saison est diffusée entre le 12 et le 26 avril sur M6. Mais après seulement trois semaines d'antenne, l'émission est déprogrammée. Après une pause d'un mois, W9 reprend la diffusion dès le 22 mai 2012 pour se finir 12 juin 2012.

## Principes
Les candidats de La meilleure danse peuvent danser en solo, en duo ou en groupe ; ils sont sélectionnés par un jury de professionnels. L'innovation est que chaque candidat choisit son adversaire (sans connaître sa discipline de danse) et l'affronte. Le jury choisit le meilleur des deux selon lui. Puis à la fin de chaque prime, il y a l'épreuve de rattrapage : tous les candidats qui n'ont pas été choisis par le jury s'affrontent sur une danse et chaque personne du public présent dans le studio donne une note sur 10 à chaque prestation. Le danseur (ou le groupe) ayant obtenu la meilleure moyenne et finalement qualifié pour la suite.
La finale est diffusée en direct et durant celle-ci, le vote des téléspectateurs intervient.

## Gains
Le gagnant (ou le duo/groupe) remporte 50 000 € et aura la chance de faire la 1re partie de la troupe Bharati Il était une fois l'Inde sur la scène du Palais des Congrès, en octobre, à Paris.

## Le jury
Le jury est le même pour les deux saisons :
- Marie-Agnes Gillot danseuse Étoile à l'opéra de Paris.
- Redha, chorégraphe et metteur en scène.
- Franco Dragone, metteur en scène et homme d'affaires dans la danse.

## Audiences

### Saison 1
La saison 1 a été diffusée sur W9
| Épisode | Jour et horaire de diffusion                              | Téléspectateurs en million(s) | Parts de marché (sur les 4 ans et plus) | Référence |
| ------- | --------------------------------------------------------- | ----------------------------- | --------------------------------------- | --------- |
| 1       | Mardi 13 septembre 2011 (auditions) (20:45-22:35)         | 934 000                       | 4,2 %                                   | [ 2 ]     |
| 2       | Mardi 20 septembre 2011 (auditions) (20:45-22:45)         | 851 000                       | 3,6 %                                   | [ 3 ]     |
| 3       | Mardi 27 septembre 2011 (auditions) (20:45-22:40)         | 995 000                       | 4,5 %                                   | [ 4 ]     |
| 4       | Mardi 4 octobre 2011 (1er quart de finale) (20:50-22:40)  | 949 000                       | 4,4 %                                   | [ 5 ]     |
| 5       | Mardi 11 octobre 2011 (2nd quart de finale) (20:50-23:40) | 1 276 000                     | 5,7 %                                   | [ 6 ]     |

Première saison (diffusion sur W9) : Plus de 1 million de téléspectateurs en moyenne ! W9 se classe no 1 sur la TNT avec cette émission.

### Saison 2
Elle a été diffusée sur M6, puis sur W9
| Épisode | Jour et horaire de diffusion                                 | Téléspectateurs en million(s) | Parts de marché (sur les 4 ans et plus) | Référence |
| ------- | ------------------------------------------------------------ | ----------------------------- | --------------------------------------- | --------- |
| 1       | Jeudi 12 avril 2012 (auditions) SUR M6 (20:45-23:20)         | 2 300 000                     | 10 %                                    | [ 8 ]     |
| 2       | Jeudi 19 avril 2012 (auditions) SUR M6 (20:45-23:20)         | 2 150 000                     | 9,8 %                                   | [ 9 ]     |
| 3       | Jeudi 26 avril 2012 (auditions) SUR M6 (20:45-23:20)         | 1 680 000                     | 7,3 %                                   | [ 10 ]    |
| 4       | Mardi 22 mai 2012 (1er quart de finale) SUR W9 (20:50-22:20) | 857 000                       | 3,8 %                                   | [ 11 ]    |
| 5       | Mardi 29 mai 2012 (2nd quart de finale) SUR W9 (20:50-23:20) | 787 000                       | 3,4 %                                   | [ 12 ]    |
| 6       | Mardi 5 juin 2012 (la demi-finale) SUR W9 (20:50-23:20)      | 864 000                       | 4,1 %                                   | [ 13 ]    |
| 7       | Mardi 12 juin 2012 (la finale) SUR W9 (20:50-23:20)          | 1 032 000                     | 5 %                                     | [ 14 ]    |

M6 décide de déprogrammer le concours et le donne en urgence à W9 qui fera son retour le mardi 22 mai 2012 en première partie de soirée pour la suite de la compétition.

## Gagnants
- Saison 1 : le duo Yann Alrick & Flore'
- Saison 2 : le groupe Hey Crew